# The Witch's Cradle (film)
The Witch's Cradle (trad. La culla della strega) è un cortometraggio sperimentale, muto e incompiuto, scritto e diretto da Maya Deren (1917-1961) nel 1943 in collaborazione con Marcel Duchamp.
Una sezione della 59ª Esposizione Internazionale d'Arte della Biennale di Venezia che ospita le opere di artiste delle avanguardie del Novecento è stata intitolata La culla della strega, in omaggio a questo film.

## Trama
Il filmato, di circa 13 minuti, si presenta come una serie di frammenti visivi, privi di sonoro e di trama, girati nel 1943 nella Galleria di Peggy Guggenheim di New York nella pausa fra una stagione espositiva e l'altra. In questi locali la regista Maya Deren ha sistemato una trama di corde, dall'effetto labirintico, entro cui si muovono due attori che non si incontrano mai: l'artista Marcel Duchamp che indossa un abito scuro e viene ripreso principalmente di spalle, e l'attrice Ann Clark (1914-1997), da alcuni mesi sposata con il pittore e architetto cileno Roberto Matta e da poco rientrata da Parigi, dove ha frequentato l'ambiente surrealista.
Ann Clark, nel ruolo di una ragazza sconosciuta, viene presentata con un aspetto virginale e i capelli sciolti, indossa un vestito che ricorda l'antica Grecia e ha un ciondolo ingioiellato sul petto. A metà film, forse interpretando il ruolo di una strega o di una posseduta, compare con un pentacolo disegnato sulla fronte, che reca la scritta, ripetibile all’infinito, "The end is the beginning is the end", creando, in una successione di altre immagini ricche di simboli rituali ed esoterici, un'atmosfera cupa e onirica.
Nel filmato si susseguono immagini ripetitive, fra cui quella di una cordicella che assume diverse forme, architetture e direzioni, dotata di vita propria o maneggiata dall'artista Marcel Duchamp e dall'attrice Anna Clark.
L'intento di Deren era di usare come progetto creativo le qualità "magiche" degli oggetti d'arte presenti nelle collezioni della Galleria di Peggy Guggenheim, facendole rivivere nel suo lavoro cinematografico. Negli altri tre film che produrrà in questi stessi anni, annoverati fra i "trance film" - Meshes of the Afternoon (1943), At Land (1944) e Ritual in Transfigured Time (1946) - risulta inoltre centrale l'idea della regista, che era anche coreografa, ballerina e studiosa di rituali, di esplorare le implicazioni visive derivanti dal proporre simultaneamente le posizioni di oggetto e soggetto, osservatore e osservato, immagini dei corpi in movimento e fotocamera che li crea e li cattura partecipando al movimento stesso.
In The Witch's Cradle la regista trae ispirazione dall’installazione di Marcel Duchamp Sixteen Miles of String, composta da sedici miglia di corda, presentata all'esposizione The First Papers of Surrealism svoltasi nel 1942 a New York. Nel film si vedono anche Scatola in una valigia, un'altra opera di Duchamp esposta nella galleria, il dipinto Nuotatore cieco (1934) di Max Ernst, la scultura Uccello nello spazio di Constantin Brancusi.
La sceneggiatura di Maya Deren prevedeva lo sviluppo di sei sequenze, definite con il nome di un'ambientazione, un oggetto/simbolo, un'azione: Brevoort and Terrace, Corda viva, Corda in viaggio, Tuffo e Animazione, Sequenza di idoli e Palloncino, uccelli, occhio. L'attrice Ann Clark, in seguito, avrebbe tuttavia ricordato di aver seguito solo indicazioni impartitele oralmente da Deren, così come i frammenti del filmato pervenuti non sembrano corrispondere alla programmazione della sceneggiatura; si presume quindi che vi sia stata una certa libertà d'azione nello sviluppo delle scene.
Molti dei frammenti di cui si compone il filmato si basano su movimenti rotazionali, con inquadrature oscillanti. Le sequenze vengono connesse fra di loro attraverso allusioni, prossimità categoriali o continuità delle immagini (ad esempio il cuore pulsante richiama il filo di corda che nel braccio della ragazza si trasforma in vena in cui scorre il sangue), somiglianza del movimento delle inquadrature (dinamico, oscillante-panoramico), piuttosto che attraverso un percorso lineare o rapporti di causa-effetto.

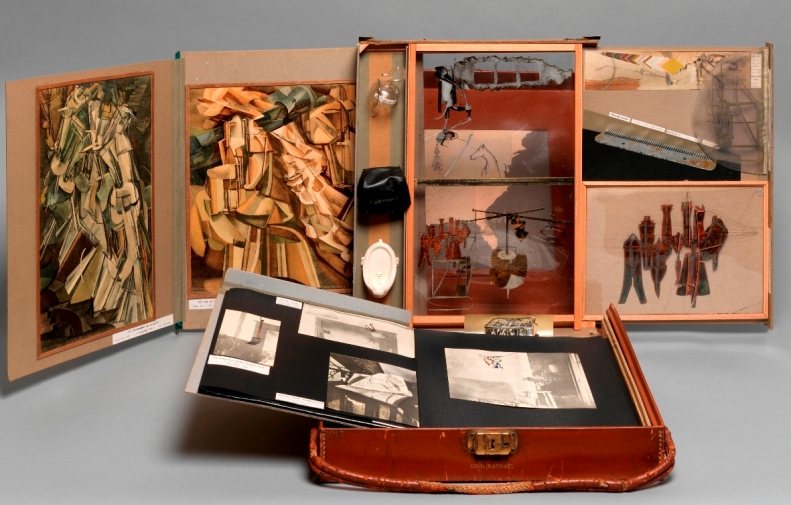
Boîte en valise di Marcel Duchamp, un'opera che compare in The Witch's Cradle

Il gioco delle corde, su cui si basa gran parte delle immagini, consente lo sviluppo di diverse soluzioni tematiche: diversivo ludico (il gioco del ripiglino con il quale si intrattiene in alcune immagini Duchamp), possibile fonte di violenza (laccio che può stringersi intorno al collo dell'attore protagonista, o congegno di tortura riservato alle streghe), ostacolo al movimento (impedimento all'attrice di avanzare o di afferrare), filo invisibile, strumento di esplorazione dotato di una propria forza vitale, agente di trasformazione (da oggetto inanimato diventa una vena in cui scorre il sangue, collega arte e vita).
Nel filmato sono presenti numerose immagini con simboli e rituali occulti, tatuaggi ed amuleti, che evocano un mondo esoterico, come il marchio portato sulla fronte dalla ragazza.
È stato ipotizzato che la regista abbia tratto ispirazione da un episodio accadutole qualche anno prima, quando lavorava come ricercatrice e segretaria di William Seabrook, un giornalista e occultista statunitense, autore del libro Witchcraft: Its Power in the World Today (1940). Appassionato divulgatore di riti e tradizioni magiche, lo scrittore avrebbe sottoposto la giovane ad esperimenti di percezione extrasensoriale obbligandola per diverse ore a rimanere seduta, nuda e legata, sulla "culla della strega", una sorta di sedia a dondolo ritenuta lo strumento con cui le streghe imparavano a volare.
Quando Maya Deren girò questo film aveva già acquisito una conoscenza approfondita della magia e dell'occulto e nei suoi successivi film avrebbe continuato ad indagare il mondo dell'esoterismo e dei rituali magici. Nel 1947 sarebbe stata insignita della Guggenheim Foundation Fellowship per iniziare una ricerca sul rituale vudù nella cultura haitiana, che l'avrebbe portata a realizzare un libro, numerose registrazioni musicali e gli inizi di un film, rimasto incompleto alla sua morte.

## Produzione
The Witch's Cradle è stato girato nell'arco di dieci giorni, tra agosto e settembre 1943, nella Art of This Century Gallery di Peggy Guggenheim a New York, nello spazio espositivo dedicato al surrealismo.
Diverso tempo dopo l'inizio delle riprese principali del film, Maya Deren abbandonò il progetto, lasciando il film incompleto. Dichiarò di non considerare quest'opera completa né rappresentativa del suo approccio filmico, ma non chiarì le ragioni che l'avevano portata a sospenderla, anche se una delle cifre della sua estetica risiederebbe proprio nel valore da lei assegnato all'incompletezza, opposta al concetto di chiusura. Due anni dopo la regista selezionò alcuni fotogrammi della sequenza "coreografica" in cui Duchamp si muove davanti alla macchina da presa, pubblicandoli come illustrazione in un numero della rivista View (marzo 1945) dedicata all'artista francese.
The Witch's Cradle è stato assemblato dopo la morte di Maya Deren dal personale dell’Anthology Film Archives mettendo insieme scarti e tagli di montaggio, ma si ritiene che molte sequenze girate siano andate perdute.
Essendo stato il suo primo lavoro come unica regista unica - in precedenza aveva codiretto i suoi film con il marito Alexander Hammid - il filmato viene ritenuto importante per capire la tecnica, le aspirazioni e i contenuti trattati nella sua prima creazione, nella quale erano esclusivamente le immagini, i dettagli visivi, a veicolare significato, e non una trama, e il rapporto fra quest'opera e la produzione successiva.